# Гефестин
Гефестин — белок человека, кодируемый геном HEPH на X-хромосоме (локализация - Xq11-q12). Назван в честь Гефеста, древнегреческого бога огня, покровителя кузнечного дела. Структура гефестина смоделирована по третичной структуре церулоплазмина, содержит гомологичный церулоплазмину активный центр и участки связывания меди. В отличие от церулоплазмина, в молекуле гефестина один из доменов является трансмембранным.

## Характеристика
Гефестин участвует в метаболизме железа. Он окисляет Fe2+ в Fe3+, поскольку трансферрин способен соединяться лишь с Fe3+. Является ферментом ферроксидазой и содержит 6 ионов меди.
Гефестин в высокой степени гомологичен белку церулоплазмину, участвующему в метаболизме железа и переносящему медь. В отличие от церулоплазмина, сильно экспрессированного в печени, в меньшей степени — в других тканях, включая мозг и лёгкие, и не встречающегося в кишечнике, гефестин демонстрирует максимальную экспрессию именно в кишечнике.

## История
К открытию белка и гена привели исследования sla-линии мышей (англ. sex-linked anemia), у которых наблюдалась сцеплённая с полом анемия.

## Исследования на животных
У мышей, нокаутных одновременно по генам HEPH и CP, обнаружено накопление железа в сетчатке с последующим разрушением клеток. Эти мыши могут представлять полезную модель для исследования процессов дегенерации жёлтого пятна и патологии мозга, вызванной избытком железа.